# جرالد ملزر
 جرالد ملزر (انگلیسی: Gerald Melzer؛ زاده ۱۳ ژوئیهٔ ۱۹۹۰) یک تنیس‌باز اهل اتریش است.